# Микаэлян, Сергей Герасимович
Серге́й Гера́симович Микаэля́н (1 ноября 1923, Москва, РСФСР — 10 декабря 2016, Санкт-Петербург, Российская Федерация) — советский и российский режиссёр театра и кино, сценарист. Лауреат Государственной премии СССР (1976). Народный артист РСФСР (1983).

## Биография
Родился в семье литератора Герасима Микаэляна. В 1937 году отца арестовали, и через три года он умер при пересылке, где-то под Вологдой.
Участник Великой Отечественной войны. Старший сержант.

Я переползал по полю битвы, которое после кровопролитного сражения всё было усеяно трупами молодых, только призванных ребят, — вспоминал режиссёр. — На каждом фронте была своя «долина смерти», у нас она была под Ржевом. Более полутора миллионов полегло там. Этот эпизод потряс меня на всю жизнь.— «Сергей Микаэлян — режиссёр, который ничего не боялся», газета «Известия»
Дважды ранен. Легко — 16 марта 1942 года в составе 60 сп 65 сд. Был тяжело ранен 13 августа 1942 года в составе 2 гв. мсд при наступлении в районе Ржева. После тяжёлого ранения и демобилизации работал шлифовщиком на заводе. 6 ноября 1947 года за участие в боях награждён орденом «Слава» III степени.
В 1951 году окончил режиссёрский факультет ГИТИС (мастерская Б. Е. Захавы, М. О. Кнебель, А. Д. Попова), затем, в 1959 году, режиссёрские курсы при киностудии «Мосфильм».
Ставил спектакли в театрах Саратова, Горького, работал главным режиссёром Ташкентского русского драматического театра имени М. Горького (1954—1956).
С 1956 года — режиссёр киностудии «Ленфильм». Его дебют в кино состоялся лишь в 42 года. Первой громкой премьерой Микаэляна стала картина про учёных-геофизиков по роману Даниила Гранина «Иду на грозу».
С 1959 по 1961 год был режиссёром ЦКДЮФ имени М. Горького.
В 1989 году становится художественным руководителем студии «Петрополь».
Скончался 10 декабря 2016 года в Санкт-Петербурге. Похоронен на Серафимовском кладбище (участок № 11В).

## Награды и звания
- Государственная премия СССР (1976) — за фильм «Премия» (1974)
- Заслуженный деятель искусств РСФСР (1976)
- Главный Приз ВКФ (1983) — за фильм «Влюблён по собственному желанию» (1982)
- Народный артист РСФСР (1983)
- Орден Ленина (1986)

## Постановки в театре
- 1951 — «Где-то в Сибири» И. И. Ирошникова (Саратовский ТЮЗ)[6]

Могила Микаэляна на Серафимовском кладбище Санкт-Петербурга.

## Фильмография

### Кинорежиссёр
- 1960 — Разноцветные камешки
- 1963 — 1965 — Принимаю бой
- 1965 — Иду на грозу
- 1968 — Всего одна жизнь
- 1971 — Расскажи мне о себе
- 1972 — Гроссмейстер
- 1974 — Премия
- 1976 — Вдовы
- 1979 — С любовью пополам (СССР—НРБ)
- 1982 — Влюблён по собственному желанию
- 1985 — Рейс 222
- 1989 — Сто солдат и две девушки
- 1993 — Разборчивый жених
- 1994 — Голодающий Поволжья[7]
- 1995 — Французский вальс
- 2000 — Звёздочка моя ненаглядная
- 2006 — Зимний ветер

### Сценарист
- 1965 — Иду на грозу
- 1982 — Влюблён по собственному желанию
- 1989 — Сто солдат и две девушки
- 1993 — Разборчивый жених
- 1995 — Французский вальс (совместно с Л. А. Аркадьевым)
- 2000 — Звёздочка моя ненаглядная

### Художник-постановщик
- 1995 — Французский вальс